# Stefano Baldini
Stefano Baldini (Castelnovo di Sotto, Emilia-Romagna, Itàlia, 25 de maig de 1971) és un atleta italià, especialista en proves de fons. Va ser campió olímpic de marató als Jocs Olímpics d'Atenes 2004.

## Carrera esportiva

### Els inicis
Va començar a córrer des de petit, i al principi de la seva carrera atlètica corria en distàncies de 5.000 i 10.000 metres, encara que mai va obtenir resultats brillants a nivell internacional.
La seva primera participació en uns Jocs Olímpics va ser a Atlanta 1996, on va ser 18è als 10.000m i no va arribar a classificar-se per a la final dels 5.000m. Els seus èxits van arribar a la marató. La primera vegada que va córrer aquesta prova va ser a la marató de Venècia el 1995, finalitzant 6è amb una bona marca de 2h11:01.
El 1997 va aconseguir bons resultats en dues de les maratons més prestigioses del món, classificant-se 2n a la de Londres (2h07:57) i 3r a la de Nova York (2h09:31).

### Consagració
La seva primera victòria va arribar el 29 de març de 1998 a la marató de Roma (2h09:33). L'estiu d'aquell mateix any es va proclamar campió d'Europa d'aquesta prova a Budapest, Hongria. Va participar en els Jocs Olímpics de Sidney 2000, però va haver de retirar-se per problemes físics.
El 2001 va guanyar la medalla de bronze als mundials d'Edmonton, Canadà, i tres mesos després va vèncer a la marató de Madrid.
El 2003 va repetir la seva actuació dels mundials del 2001, guanyant la medalla de bronze als mundials de París 2003. La seva victòria més important arribaria el 29 d'agosto del 2004 als Jocs Olímpics d'Atenes. La prova va estar marcada per l'espectacular fuga del brasiler Vanderlei de Lima, que va dominar la prova durant gran part del recorregut i que va ser agredit per un espectador pertorbat quan anava líder a pocs quilòmetres del final. Quan es va produir l'agressió, Baldini s'estava apropant molt ràpidament a de Lima i és quasi segur que sense l'agressió hauria caçat al brasiler. Finalment Stefano Baldini va creuar la meta, situada a l'Estadi Panathinaikos en primer lloc, amb un temps de 2h10:54. Baldini es convertia així en el segon italià que guanyava la marató olímpica.

### Darrers anys
El seu últim èxit important va arribar amb la seva victòria als Campionats d'Europa de Göteborg 2006, que és el seu segon títol europeu. La seva millor marca a la marató és de 2h07:22 i la va aconseguir el 23 de març del 2006 a la marató de Londres, malgrat que només va ser 5è en aquella prova. Als Jocs de Beijing tan sols va poder ser 12è.